# Giovanni Brunale
Giovanni Brunale (Volterra, 1º maggio 1948) è un politico italiano.

## Biografia
Nasce a Volterra, cittadina della quale è sindaco per circa 14 anni, a partire dal 1980, nelle file del PCI e poi del PDS.
Viene eletto alla Camera dei deputati nel 1994 nelle file dei Progressisti in quota al PDS, riconferma il seggio a Montecitorio anche dopo le elezioni del 1996 vinte da L'Ulivo. Nel 2001 viene poi eletto al Senato della Repubblica con i Democratici di Sinistra, restando a Palazzo Madama fino al 2006.
Terminata l'esperienza parlamentare diventa presidente del Centro Clinico di Riabilitazione di Volterra "Auxilium Vitae", carica da cui si dimette nel 2011.
Nell'aprile 2013 annuncia di lasciare la tessera del Partito Democratico.